# Saneczkarstwo na Zimowych Igrzyskach Olimpijskich 1976
Saneczkarstwo na Zimowych Igrzyskach Olimpijskich 1976 odbyło się w dniach 4 – 7 lutego 1976 roku na torze Bob-Rodel Igls. Zawodnicy walczyli w jedynkach kobiet i mężczyzn oraz dwójkach mężczyzn.

## Terminarz
| Data      | Konkurencja          |
| --------- | -------------------- |
| 4 lutego  | 1. ślizg mężczyzn    |
| 4 lutego  | 1. ślizg kobiet      |
| 5 lutego  | 2. ślizg mężczyzn    |
| 5 lutego  | 2. ślizg kobiet      |
| 6 lutego  | 3. ślizg mężczyzn    |
| 6 lutego  | 3. ślizg kobiet      |
| 7 lutego  | 4. ślizg mężczyzn    |
| 7 lutego  | 4. ślizg kobiet      |
| 10 lutego | 1. i 2. ślizg dwójek |

## Zestawienie medalistów
| Konkurencja      | Złoto                  | Czas     | Srebro                          | Czas     | Brąz                          | Czas     |
| Jedynki mężczyzn | Dettlef Günther        | 3:27,688 | Josef Fendt                     | 3:28,196 | Hans Rinn                     | 3:28,574 |
| Jedynki kobiet   | Margit Schumann        | 2:50,621 | Ute Rührold                     | 2:50,856 | Elisabeth Demleitner          | 2:51,056 |
| Dwójki mężczyzn  | Hans Rinn Norbert Hahn | 1:25,604 | Hans Brandner Balthasar Schwarm | 1:25,889 | Rudolf Schmid Franz Schachner | 1:25,919 |

## Wyniki

### Jedynki mężczyzn
| Miejsce | Zawodnik              | Reprezentacja | Czas     |
| ------- | --------------------- | ------------- | -------- |
| złoto   | Dettlef Günther       | NRD           | 3:27,688 |
| srebro  | Josef Fendt           | RFN           | 3:28,196 |
| brąz    | Hans Rinn             | NRD           | 3:28,574 |
| 4.      | Hans-Heinrich Winkler | NRD           | 3:29,454 |
| 5.      | Manfred Schmid        | Austria       | 3:29,511 |
| 6.      | Anton Winkler         | RFN           | 3:29,520 |
| 7.      | Reinhold Sulzbacher   | Austria       | 3:30,398 |
| 8.      | Dainis Bremze         | ZSRR          | 3:30,576 |
| 9.      | Rudolf Schmid         | Austria       | 3:31,419 |
| 10.     | Władimir Szytow       | ZSRR          | 3:32,570 |

### Dwójki mężczyzn
| Miejsce | Zawodnicy                          | Reprezentacja  | Czas     |
| ------- | ---------------------------------- | -------------- | -------- |
| złoto   | Hans Rinn Norbert Hahn             | NRD            | 1:25,604 |
| srebro  | Hans Brandner Balthasar Schwarm    | RFN            | 1:25,889 |
| brąz    | Rudolf Schmid Franz Schachner      | Austria        | 1:25,919 |
| 4.      | Stefan Hölzwimmer Stefan Größwang  | RFN            | 1:26,238 |
| 5.      | Manfred Schmid Reinhold Sulzbacher | Austria        | 1:26,424 |
| 6.      | Jindřich Zeman Vladimír Resl       | Czechosłowacja | 1:26,826 |
| 7.      | Karl Feichter Ernst Haspinger      | Włochy         | 1:27,171 |
| 8.      | Dainis Bremze Aigars Kriķis        | ZSRR           | 1:27,407 |
| 9.      | Rolands Upatnieks Valdis Ķuzis     | ZSRR           | 1:27,557 |
| 10.     | Andrzej Żyła Jan Kasielski         | Polska         | 1:27,737 |

### Jedynki kobiet
| Miejsce | Zawodniczka          | Reprezentacja  | Czas     |
| ------- | -------------------- | -------------- | -------- |
| złoto   | Margit Schumann      | NRD            | 2:50,621 |
| srebro  | Ute Rührold          | NRD            | 2:50,846 |
| brąz    | Elisabeth Demleitner | RFN            | 2:51,056 |
| 4.      | Eva-Maria Wernicke   | NRD            | 2:51,262 |
| 5.      | Antonia Mayr         | Austria        | 2:51,360 |
| 6.      | Margit Graf          | Austria        | 2:51,459 |
| 7.      | Monika Scheftschik   | RFN            | 2:51,540 |
| 8.      | Angelika Schafferer  | Austria        | 2:52,322 |
| 9.      | Wiera Zozula         | ZSRR           | 2:52,661 |
| 10.     | Dana Spálenská       | Czechosłowacja | 2:53,206 |

## Klasyfikacja medalowa
| Miejsce | Państwo | złoto | srebro | brąz | Razem |
| ------- | ------- | ----- | ------ | ---- | ----- |
| 1.      | NRD     | 3     | 1      | 1    | 5     |
| 2.      | RFN     | 0     | 2      | 1    | 3     |
| 3.      | Austria | 0     | 0      | 1    | 1     |